# Voievodatul Silezia
Voievodatul Silezia (în poloneză województwo śląskie) este o regiune administrativă în sud-vestul Poloniei la granița cu Republica Cehă și Slovacia. Capitala voievodatului este orașul Katowice. Voievodatul are cea mai mare densitate a populației din Polonia - 392 -, în comparație cu media națională de 124, și este unul dintre cele mai dezvoltate din punct de vedere economic. Astfel, aici se întâlnește una dintre cele mai mici rate de șomaj din Polonia, de doar 6,8%.
În voievodatul Silezia este concentrată minoritatea germană din Polonia.